# ブリティッシュ・インターナショナル・ヘリコプターズ
ブリティッシュ・インターナショナル・ヘリコプターズ（英語: BritishInternational Helicopter Services Limited（BIH））は、リグビーグループPLCが所有するヘリコプターオペレーターである。

## 概要
ニューキー空港、コベントリー空港、 マウント・プレザント空軍基地（フォークランド諸島）から、捜索救助、オフショア、防衛、チャーター、飛行訓練活動等を行う10機のヘリコプターを運用している。
ニューキー空港から、デヴォンポート海軍基地のHMSドレイクに拠点を置く英国海軍艦隊運用海上訓練(FOST)に代わって2機のAS365N2ヘリコプターを使用して運用されている。シコルスキーS-61ヘリコプターは、FOSTの任務にも使用される。
2015年、より幅広いグループの一部としてのBIHは、フォークランド諸島のマウント・プレザント空軍基地から運営する10年間の契約を2億7500万ドル獲得し、2016年に契約を開始している。2機のシコルスキーS-61ヘリコプターは、19キロメートル (12 mi)の海が2つの主要な島を隔てている道路がほとんどない島の周りで、日常の軍事輸送と陸上兵站支援を行っている。捜索救助は、2機のアグスタウェストランド AW189ヘリコプターを使用している。
コベントリー空港のオペレーターであるBIH（Onshore）Ltdは、BIHの公益事業部門として機能し、警察および航空救急車の機能、測量、パイプラインパトロール、TVマストのキャリブレーション、荷物の持ち上げ、林業および国立公園サービス、映画制作などの商用ヘリコプターのサポートを含む運用ワークロードにサービスを提供している。BIH（Onshore）Ltdは、BIHの顧客および商用チャーター事業、商用および民間パイロットの飛行訓練、様々な種類のヘリコプターおよび航空機、ヘリコプターエンジニアリングを提供している。

## 歴史

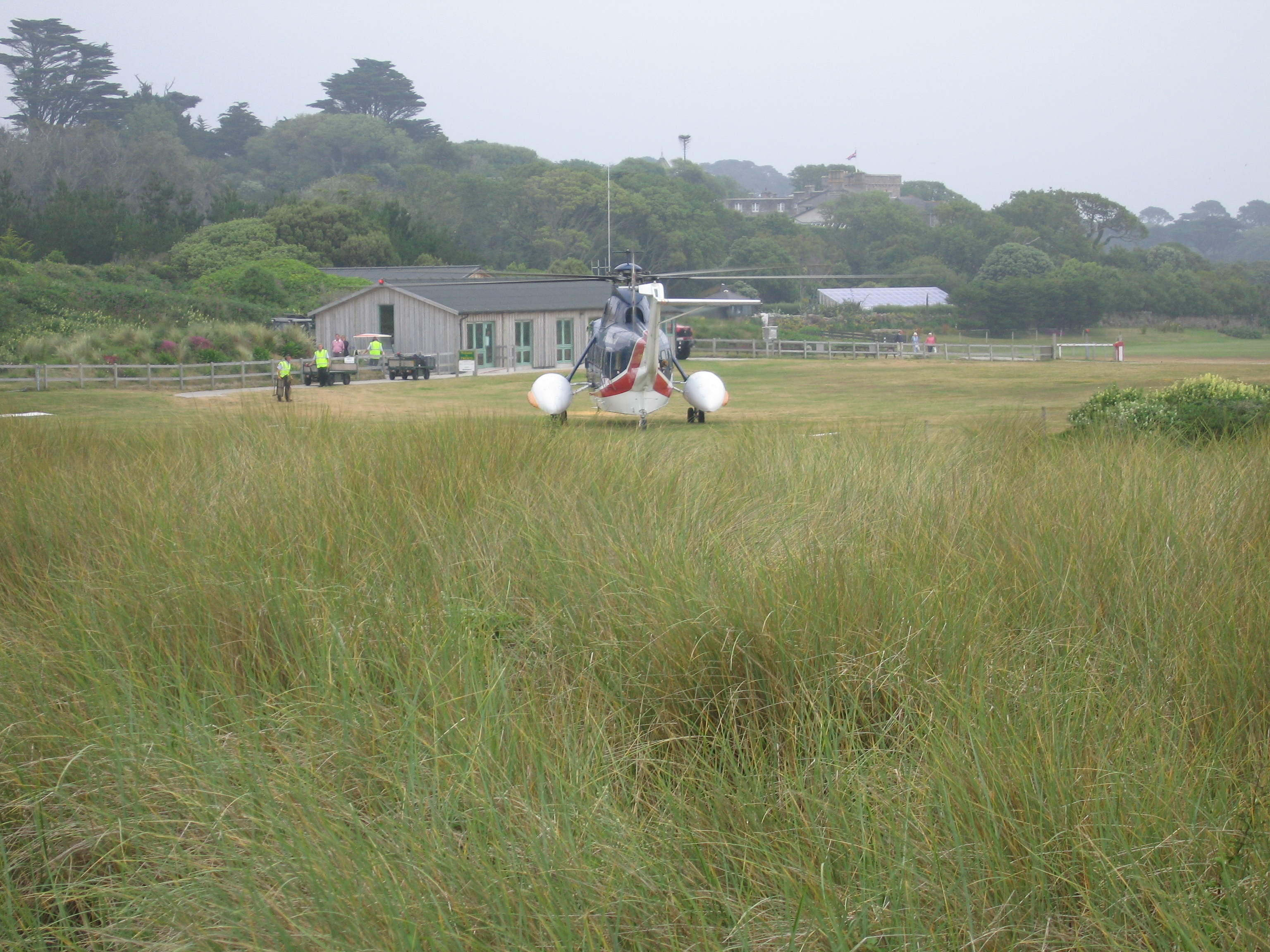
トレスコヘリポートにある同社のシコルスキーS-61ヘリコプター

1986年9月、同社は民営化されるまでは、ブリティッシュ・エアウェイズ・ヘリコプターズだった。その後、出版社のロバートマクスウェルに売却され、ブリティッシュ・インターナショナル・ヘリコプターズ（BIH）に改名された。
1993年、CHC ヘリコプターは、BIHの議決権株式の40％を取得し、1年以内に株式保有を90％に引き上げた。 BIHは、Brintel Helicopters Limitedとして、CHCの英国子会社になった。
1996年10月、Brintelはカーディフを拠点とするVeritairLimitedを買収した。
2000年、同社の現在の化身は3i Group PLCとスコットランド銀行の支援を受けて、スコシアヘリコプターとCHCヘリコプターの非石油関連事業のマネジメントバイインを通じて設立され、スコットランド銀行は2200万ポンドの資金を提供している。
2006年、BIHは、FinanceCornwallとChrysalisVenture Capital Trustの支援を受けて、Matrix Private EquityPartnersが主導する投資家のシンジケートが資金提供する二次マネジメントバイアウトを完了した。
南ウェールズ警察のヘリコプター航空支援契約が終了した結果、カーディフでのBritish Internationalの事業は、2008年5月にCaptain Julian Verityが率いる経営陣に売却された。
新会社のHeliCharter Wales Limitedは、VeritairAviationとして取引されている。
2008年10月、Veritair Limitedは、社名をBritish International Helicopter ServicesLimitedに変更した。
2013年6月、同社は既存の航空活動を補完するために、リグビーグループPLCの子会社であるPatriotAerospaceに買収された。

## 機体
- ブリティッシュ・インターナショナル・ヘリコプターズ株式会社： [4] [5]
  - G-ATBJシコルスキーS-61N1965
  - G-ATFMシコルスキーS-61N1965
  - G-BCEBシコルスキーS-61N1965
  - G-BFRIシコルスキーS-61N1978
  - G-FSARアグスタAW1892015
  - G- SAARアグスタAW1892015
  - ZJ164エアバスヘリコプターAS365N2 1991
  - ZJ165エアバスヘリコプターAS365N2 1990
- BIH（Onshore）Ltd： [6]
  - G-CHKW-ロビンソンR44 （レイヴン）
  - G-NWPS –ユーロコプターEC135 T.1 1998
  - G-SCHZ –ユーロコプター AS355 エキュレイユ2 1999